# Bob Adam
Robert „Bob“ Adam (* 4. April 1968 in Luxemburg (Stadt)) ist ein luxemburgischer Basketballtrainer und  ehemaliger -spieler.

## Werdegang

### Spieler
Der Aufbauspieler wechselte 1994 vom BBC Sparta Bertrange zu Racing Luxemburg. Mit Racing gewann Adam 1998 und 2000 die luxemburgische Meisterschaft. 2002 ging er zu den AB Contern, gewann 2004 noch einmal den Meistertitel und beendete hernach seine Spielerlaufbahn. Adam war luxemburgischer Nationalspieler. 1995 trug er bei der Europameisterschaft der kleinen Staaten zum Gewinn der Silbermedaille bei.

### Trainer
2009 stieg er beim BBC US Heffingen vom Assistenz- zum Cheftrainer auf. Nachdem er mit der Mannschaft in der Saison 2009/10 den Aufstieg in die erste Liga Luxemburgs knapp verpasst hatte, endete seine Arbeit in Heffingen im Mai 2010.
Mitte März 2012 übernahm Adam das Traineramt bei den Frauen der AB Contern und gab dieses im Mai 2012 wieder ab. Von Sommer 2014 bis zu seiner Entlassung im Januar 2015 betreute er die Herren des BBC Sparta Bertrange. Bei den AB Contern brachte er sich in die Jugendarbeit ein.
In der Sommerpause 2023 trat Adam das Traineramt beim Herren-Zweitligisten BBC Avanti Mondorf an. Er führte die Mannschaft im Jahr 2024 zum Erstligaaufstieg.